# Chuyến bay 266 của Bangkok Airways
Chuyến bay 266 của Bangkok Airways theo lịch trình đến Sân bay Samui, Thái Lan, đã trật đường băng khi đang hạ cánh và đâm sầm vào một tháp kiểm soát không lưu cũ ngày 4 tháng 8 năm 2009.

## Phi cơ
Samui, nằm cách Bangkok 480 cây số về hướng Nam, là một đảo nằm trên Vịnh Thái Lan, nơi thu hút nhiều khách du lịch quốc tế. Chiếc máy bay kiểu ATR72-500 hai động cơ chong chóng, chở theo 68 hành khách, hai phi công và hai chiêu đãi viên, bay đến từ Krabi, một nơi nghỉ mát khác nằm ở miền Nam Thái Lan.
Chiếc ATR72 do Pháp Ý liên doanh chế tạo, trong những năm cuối thập niên 2000 có liên hệ đến một số tai nạn. Một bị trượt đường băng khi đang đáp xuống đảo nghỉ mát Jeju, Nam Hàn vào năm 2006, vụ này có sáu người bị thương. Hai năm trước đó, một chiếc ATR72 của hãng Thai Airways bị sụp bánh trước khi đang đáp xuống ở miền Bắc Thái Lan, tất cả hành khách phải được chuyển khẩn cấp ra khỏi phi cơ. Năm 2001, một phi cơ hàng không Campuchia bị trượt đường băng và dính kẹt trong bùn tại một phi trường nằm gần đền Angkor Wat. Một phi cơ ATR72 của hãng American Eagle, đang trên đường bay đến Chicago thì bị rơi ở Indiana vào năm 1994, tất cả 68 người trên máy bay đều thiệt mạng. Được biết vào năm 1990, có một phi cơ hai động cơ chong chóng khác của hãng Bangkok Airways bị rớt vào một khu rừng dừa, nằm bên ngoài phi trường. Thời tiết hôm đó là một ngày mưa tầm tã. Tất cả 37 người trên máy bay đều bị tử nạn.

## Tai nạn
Chiếc máy bay hành khách vừa đáp xuống phi đạo, bị trượt đường băng, rồi đâm vào tòa nhà, gây tử nạn cho phi công trưởng. Thời điểm tai nạn là 14:15 giờ địa phương (07:15 giờ phối hợp quốc tế). Kanikka Kemawutanond, tổng giám đốc Cơ quan Hàng không Dân dụng nói, chiếc phi cơ của hãng hàng không Bangkok Airways hạ cánh trong thời tiết giông bão, khiến phi cơ bị đâm sầm vào một đài kiểm soát không lưu cũ nay được cải biến thành trạm cứu hỏa. Bảy người bị thương gồm phi công phụ và sáu du khách. Thiếu tá cảnh sát Sayan Sartsri nói, "Phi cơ bị hư hại nặng ở phần đầu mũi, nơi phi công ngồi. Tuồng như ông ta bị thiệt mạng do hậu quả của sự va chạm." Phi công phụ bị mắc kẹt trong hơn hai tiếng đồng hồ, và cũng là người cuối cùng được cứu ra khỏi máy bay. Đoạn phim truyền hình cho thấy cảnh người ta đang kéo ông ta ra khỏi máy bay và chuyển vào một xe cứu thương đang nằm chờ sẵn trên phi đạo. Có 41 người bị thương, nhưng chỉ 7 người cần được đưa vào bệnh viện, trong khi những người khác chỉ bị trầy trụa hoặc kích sốc.

## Thương vong
Theo giám đốc điều hành của Bangkok Airways là Puttipong Prasartthong-Osoth, các hành khách ngoại quốc từ các nước Ý, Tây Ban Nha, Thụy Sĩ, Pháp, Đức, Anh và Do Thái. Hai người Anh, một người Thụy Sĩ và một người Ý bị gãy chân, trong khi hai người Anh khác chỉ bị thương nhẹ. Viên phi công phụ cũng là người bị thương ở chân. Phi công trưởng là người có 19 năm thâm niên.